# Olympias
Pour les articles homonymes, voir Olympias (homonymie).
Olympias (en grec ancien Ὀλυμπιάς / Olympiás), née vers 375 av. J.-C., morte en 316, est une princesse d'Épire de la dynastie des Éacides. Son père Néoptolème Ier est roi d'Épire de la tribu grecque des Molosses. Épouse de Philippe II, roi de Macédoine, elle donne naissance à Alexandre le Grand et à Cléopâtre de Macédoine. Sous le règne d'Alexandre, elle s'oppose au régent de Macédoine, Antipater. Pendant les guerres des Diadoques, elle prend le parti du régent Polyperchon contre Cassandre, le fils d'Antipater, et fait mettre à mort Philippe III, demi-frère d'Alexandre. Elle est exécutée sur ordre de Cassandre en 316.

## Biographie
Fille de Néoptolème Ier, nièce d'Arymbas et sœur d'Alexandre Ier, tous rois d'Épire de la tribu des Molosses, Olympias est née sous le nom de Polyxena vers 375 av. J.-C.. En tant qu'Éacide, elle prétend descendre de Néoptolème, fils d'Achille ; par sa mère, elle descendrait d'Hélène de Troie. Elle est instruite au temple de Dodone dès l'enfance et devient prêtresse de Zeus. Elle épouse le roi de Macédoine Philippe II en 357, qu'elle a rencontré étant jeune à Samothrace durant son initiation aux mystères des Grands Dieux. Elle se fait appeler Myrtale au moment de son mariage puis prend le nom d'Olympias à la naissance d'Alexandre, en 356, probablement en hommage à la victoire de Philippe aux Jeux olympiques. Elle donne ensuite naissance à Cléopâtre à une date indéterminée. 

### Personnalité
En ce qui concerne sa personnalité, elle est décrite comme une personne à l'esprit vif, prompt à l'emportement et jalouse. Chez Plutarque, Olympias apparaît comme une figure assez mystérieuse, initiée aux rites dionysiaques auxquels elle se livre avec ardeur.
Une légende raconte qu'Olympias n'a pas conçu Alexandre avec Philippe, qui a peur d'elle et de son habitude de dormir en compagnie de serpents, mais avec Zeus lui-même. Plutarque rapporte les interprétations des auteurs antiques sur l'attitude d'Olympias à ce propos, soit qu'elle en aurait fait l'aveu à son fils, soit, au contraire, qu'elle aurait rejeté l'idée comme étant impie. Une fois parvenu au pouvoir, Alexandre s'est servi de cette croyance et s'est fait confirmer sa filiation divine par l'oracle d'Ammon-Zeus à Siwa.
Olympias est décrite comme une personne cruelle. Ainsi, pendant qu'Alexandre est en guerre aux frontières septentrionales du royaume, elle ordonne l'assassinat, en toute probabilité, de Cléopâtre et de sa fille. Alexandre aurait été bouleversé par cette nouvelle, sinon pour des raisons personnelles, mais certainement pour des raisons politiques.

### La mort dePhilippeII
En 337, elle se retire chez son frère, Alexandre le Molosse, lorsque Philippe épouse Cléopâtre, nièce d'Attale, pour en faire sa seconde épouse officielle, ce qui aurait pu remettre en cause les droits de succession de son fils. Elle tente sans succès d'inciter son frère à la guerre contre son mari ; la décision de Philippe de marier sa fille Cléopâtre à Alexandre le Molosse semble participer à une tentative de réconciliation. Bien qu'elle revienne ensuite à Pella, Olympias ne s'est pas complètement réconciliée avec son mari et encourage Alexandre à croire que son père a l'intention de l'exclure de la succession. 
En août 336, Philippe est assassiné pendant les noces de sa fille à Aigai. Il est possible, selon certains historiens antiques, qu'Olympias ait poussé Pausanias d'Orestide à ce geste après qu'il a été humilié par Attale ; pour autant, les témoignages selon lesquels elle a ouvertement reconnu son rôle sont sans aucun doute faux. 
Son implication est envisagée car la mort de Philippe II profite à son fils, lui permettant d'accéder au trône. Le motif de la jalousie envers la nouvelle épouse de Philippe II peut être rejeté car le mariage polygame est alors une pratique courante. De plus, le mariage entre Philippe II et Olympias est avant tout une alliance politique.

### Olympias et Alexandre

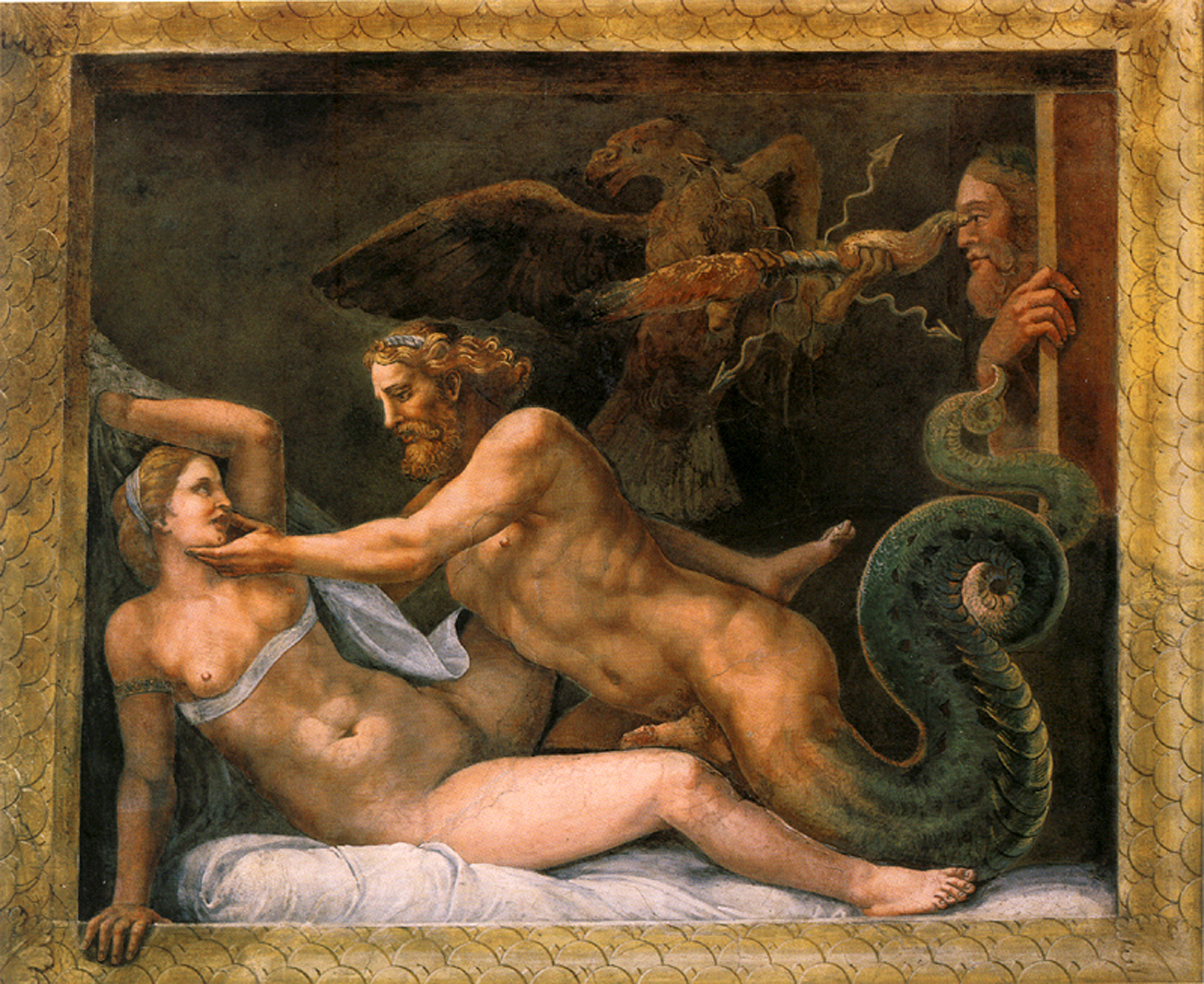
Zeus séduit Olympias. Fresque de Giulio Romano, entre 1526 et 1534, palais Te à Mantoue.

L'influence réelle d'Olympias sur le caractère et la sensibilité d'Alexandre reste méconnue et sujette aux interprétations des historiens contemporains, qui pour certains ont souligné la force du lien affectif qui unit le Conquérant à sa mère au point de parler de « complexe maternel ». Olympias n'est évoquée qu'à quatre reprises dans l’Anabase d'Arrien, qui offre d'abord un récit des faits militaires ; mais elle l'est bien davantage parmi les auteurs de la Vulgate (dont Diodore et Quinte-Curce), qui laissent de la place dans leurs récits pour les anecdotes. Plutarque propose de nombreux développements à son sujet qui laissent l'image d'une agitatrice et d'une intrigante unie à son fils par un lien indéfectible. À travers de nombreuses lettres qu'Alexandre garde secrètes, elle lui prodigue ses conseils et le met en garde contre les dangers auxquels l'expose notamment sa prodigalité. Elle reçoit de généreux présents après les victoires de son fils. Vers 339, elle apprend à Alexandre les plans de Philippe visant à marier son deuxième fils Arrhidée à la fille de Pixodaros, satrape de Carie, épisode qui se termine par l'exil d'Alexandre et ses plus proches compagnons.
Olympias a interféré dans les affaires publiques tout en conservant l'affection de son fils jusqu'à la fin. Son inquiétude quant au manque d'intérêt apparent de son fils envers les femmes l'a amenée à l'encourager à avoir des relations avec la courtisane Callixine. Nous savons néanmoins peu de choses sur ses activités en Macédoine pendant l'absence de son fils, qu'elle ne reverra plus après son départ en Asie. Elle le met d'abord en garde par lettre contre Alexandre de Lyncestide. Elle fait une dédicace à Hygie à Athènes en 333 av. J.-C. et la consécration du butin à Delphes vers 331-330. C'est à cette époque, qu'elle témoigne à son fils des conflits qui l'opposent au régent Antipater, sans doute après qu'il est revenu du Péloponnèse. Elle est contrainte de s'exiler en Épire (331), qu'elle gouverne au nom d'un de ses petits-fils, né de sa fille Cléopâtre et de son frère Alexandre le Molosse, renvoyant sa fille en Macédoine à un moment donné après 330. Alexandre finit par prendre parti pour sa mère, probablement pour des raisons d'ordre politique plutôt que sentimental, parce qu'il est sensible au danger que représente un accroissement excessif du pouvoir d'Antipater, et non parce qu'il ne supporte pas de voir sa mère offensée.

### Pendant les guerres des Diadoques
La mort d'Alexandre en juin 323 av. J.-C. ne met pas fin à ses ambitions. Elle cherche à marier sa fille Cléopâtre, devenue veuve, à Léonnatos puis à Perdiccas. À la mort d'Antipater en 319, elle s'allie au nouveau régent de Macédoine, Polyperchon, lequel a besoin de son autorité pour vaincre Cassandre, le fils d'Antipater. Elle écrit à Eumène de Cardia, le stratège de la régence en Asie, pour lui demander, en vain, de revenir en Europe afin d'assurer la protection du jeune roi. Elle écrit aussi à Nicanor, le commandant de Munychie, pour lui ordonner de restaurer le fort et Le Pirée aux Athéniens, mais ses ordres ne sont pas respectés. 
Puis, avec l'aide de son cousin Éacide, elle marche contre la Macédoine où sa seule présence fait fuir ses adversaires à Euia ; elle complète sa victoire en mettant à mort Philippe III et son épouse Eurydice ainsi qu'en se vengeant de ses ennemis politiques (317). Elle assure dès lors la protasie d'Alexandre IV et protège les proches d'Alexandre, dont Roxane. Mais Cassandre entreprend le siège d'Olympias dans Pydna, sans qu'Éacide et Polyperchon n'interviennent. Une tentative d'évasion aurait apparemment échoué ; sur le point de mourir de faim, Olympias finit par se rendre à Cassandre contre la promesse d'avoir la vie sauve. Cependant, après avoir obtenu, pour la première fois, l'approbation de l'Assemblée des Macédoniens, Cassandre la fait mettre à mort par lapidation par des proches de ses victimes en 316.

## Olympias dans les arts

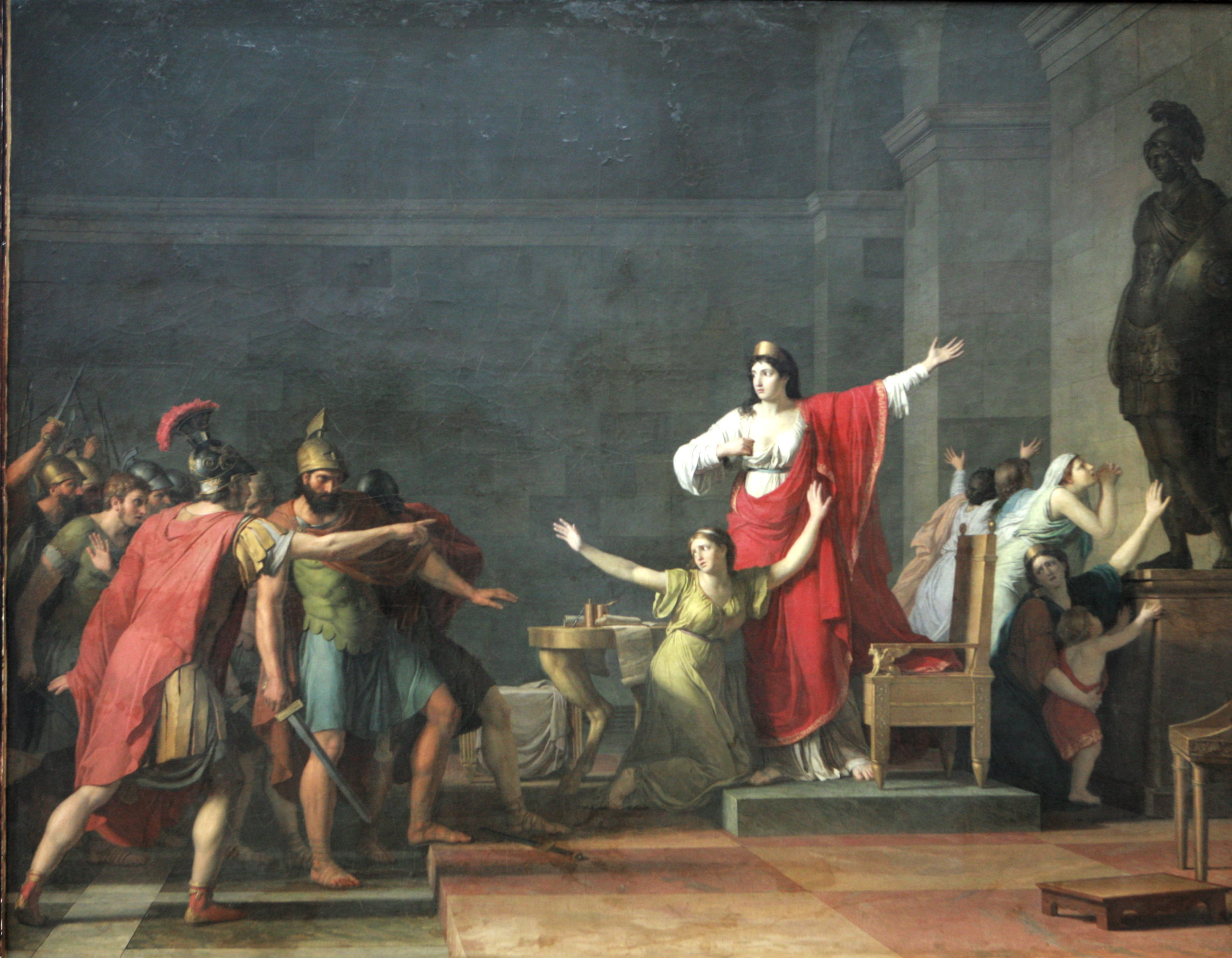
Cassandre et Olympias, Jean-Joseph Taillasson (1799), Musée des beaux-arts de Brest.

Olympias occupe une place importante dans le Roman d'Alexandre du pseudo-Callisthène. Le début du roman narre la relation fictive de la reine avec le pharaon déchu Nectanébo, réfugié en Macédoine après l'occupation de l'Égypte par les Perses. Celui-ci lui prédit qu'elle sera enceinte d'Ammon, le dieu des dieux, et se fait l'instrument de la volonté divine. Elle a perdu sa face obscure et inquiétante qui la marque chez les historiens pour devenir une plaisante figure féminine. Dans la suite du Roman, Olympias apparaît comme un modèle d'amour maternel et de tendresse.
Au XIXe siècle, elle est le sujet d'un opéra composé par Gaspare Spontini, intitulé Olympie.
Au cinéma, Danielle Darrieux a incarné Olympias dans Alexandre le Grand réalisé par Robert Rossen en 1955. Olympias a également été incarnée par Angelina Jolie dans Alexandre, réalisé par Oliver Stone en 2005. 
Dans la série télévisée Alexandre le Grand : Au rang des dieux, diffusée en 2024 sur la plateforme Netflix, Olympias est incarnée par Kosha Engler,.
Elle est également l'un des personnages du Lion de Macédoine, livre de fantasy de David Gemmell. Elle est la mère d'Alexandre et a donné naissance au Dieu Noir sur l'île de Samothrace lors de son initiation aux mystères.
Elle figure parmi les 1 038 femmes référencées dans l'œuvre d’art contemporain The Dinner Party (1979) de Judy Chicago. Son nom y est associé à Boadicée,.

## Olympias à travers l'historiographie
Une grande partie de l’historiographie sur Olympias est composée d’ouvrages sur son fils, Alexandre III. De nombreux travaux dédiés à Olympias ont toutefois été publiés plus récemment, notamment dans le cadre des gender studies. Cet intérêt pour Olympias s’explique par la personnalité et les actes qu’on lui attribue d’après les sources antiques. 
La plupart de ces travaux s'opposent aux ouvrages qui se seraient appuyés sur les sources sans les remettre en question. Ainsi, les travaux plus récents tendent à réétudier le portrait d’Olympias en ayant un regard plus critique sur les sources, en prenant compte du contexte politique et des mentalités. En effet, cette légende noire a pu être nourrie par l'impopularité d'Olympias mais également par une possible opposition à la monarchie macédonienne, la polygamie royale et le rôle que les femmes royales ont joué dans la vie politique macédonienne. La politique est alors considérée comme un fait public accessible aux hommes, les femmes étant associés à la sphère privée.

### Sources antiques
- Arrien, Anabase [lire en ligne], III, 6, 5 ; IV, 10, 2 ; V, 1, 4–5 ; VII, 12, 5–6.
- Diodore de Sicile, Bibliothèque historique [détail des éditions] [lire en ligne] ; XVII, 32, 1-2 ; 114, 3 ; 118, 1-2.
- Justin, Abrégé des Histoires philippiques de Trogue Pompée [détail des éditions] [lire en ligne], IX, 7, 10.
- Plutarque, Vies parallèles [détail des éditions] [lire en ligne] « Alexandre », 3, 2-3, 37-39.
- Quinte-Curce, L'Histoire d'Alexandre le Grand [lire en ligne], V, 2, 29 ; VI, 3, 5 ; X, 5, 30.